# Emisja termoelektronowa

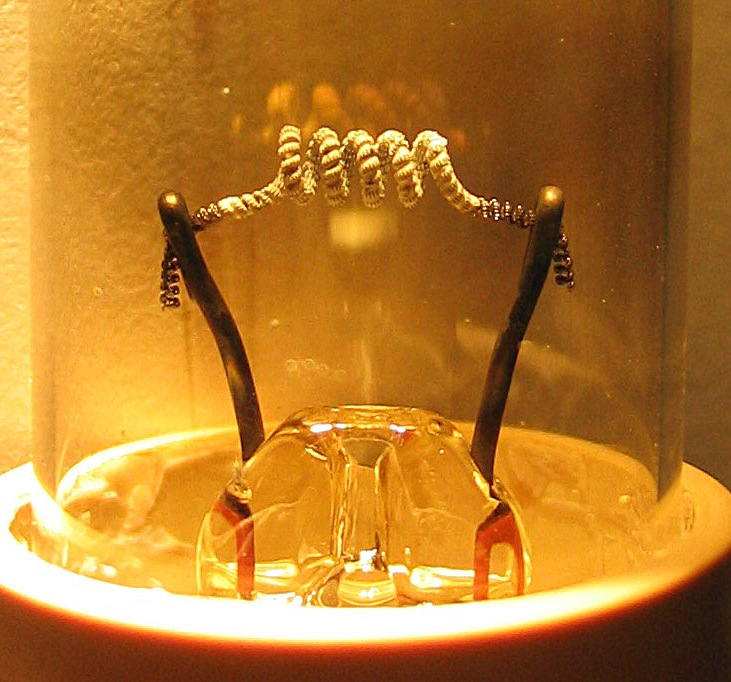
Żarnik

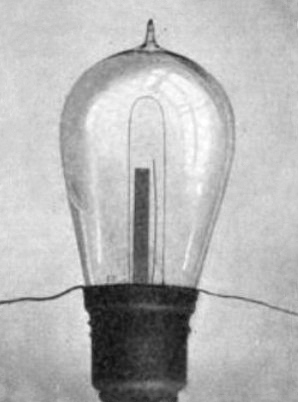
Replika lampy Edisona

Emisja termoelektronowa – emisja elektronów przez rozgrzane ciała, w wyniku cieplnego pobudzenia elektronów. Dla większości ciał emisja termoelektronowa zachodzi w temperaturach powyżej 1000 kelwinów, a dla trudnotopliwych metali w temperaturach powyżej 2000 K.
Zjawisko znalazło szerokie zastosowanie w lampach elektronowych.

## Historia
Zjawisko to było wzmiankowane w 1873 roku przez Guthrie, opisuje on, że silnie rozgrzane żelazo umieszczone w próżni wysyła ładunki ujemne, ale nigdy nie udało mu się uzyskać ładunków dodatnich. Powtórnym odkrywcą był Thomas Edison (13 lutego 1880), który badał konstruowane przez siebie żarówki. On także zauważył jednokierunkowość prądu płynącego w bańce między rozgrzanym włóknem a zimną elektrodą.
Brytyjski fizyk John Ambrose Fleming zastosował opisane przez Edisona zjawisko do detekcji fal radiowych, konstruując dwuelektrodową lampę próżniową (diodę), którą opatentował 16 listopada 1904 roku.
Owen Richardson badający zjawisko emisji termoelektronowej sformułował wzór określający gęstość prądu emisji i otrzymał w 1928 roku nagrodę Nobla w dziedzinie fizyki „za prace dotyczące termoemisji elektronów, a w szczególności za odkrycie prawa nazwanego jego imieniem”.

## Prawo Richardsona
Rozgrzany metal lub tlenek metalu emituje elektrony. Gęstość prądu emisji {\displaystyle J} określona jest wzorem:
{\displaystyle J=AT^{2}\exp \left({\frac {-W}{kT}}\right),}
gdzie {\displaystyle A,} zwana stałą Richardsona, określona jest wzorem:
{\displaystyle A={\frac {4\pi mk^{2}e}{h^{3}}}=1{,}20173\cdot 10^{6}\,{\frac {\mathrm {A} }{\mathrm {m} ^{2}\mathrm {K} ^{2}}}}
- {\displaystyle T} – temperatura w kelwinach,
- {\displaystyle W} – praca wyjścia elektronu z metalu,
- {\displaystyle k} – stała Boltzmana,
- {\displaystyle m} i {\displaystyle e} – masa i ładunek elektronu,
- {\displaystyle h} – stała Plancka.